# Gemerská Ves
Gemerská Ves este o comună slovacă, aflată în districtul Revúca din regiunea Banská Bystrica. Localitatea se află la altitudinea de 194 m deasupra n.m., se întinde pe o suprafață de 17,71 km2 și în 2017 număra 990 de locuitori. Se învecinează cu comuna Levkuška.

## Istoric
Localitatea Gemerská Ves este atestată documentar din 1266.

## Demografie
| An:                | 1994 | 2004   | 2014   | 2024   |
| ------------------ | ---- | ------ | ------ | ------ |
| Număr de persoane: | 879  | 963    | 962    | 992    |
| Diferență:         |      | +9,55% | −0,10% | +3,11% |

| An:                | 2023 | 2024   |
| ------------------ | ---- | ------ |
| Număr de persoane: | 987  | 992    |
| Diferență:         |      | +0,50% |